# Marketing angażujący
Marketing angażujący – strategia marketingowa, która bezpośrednio angażuje konsumentów i zachęca ich do uczestnictwa w rozwoju marki. Zgodnie z jej założeniami konsumenci nie są uważani za pasywnych odbiorców komunikatów, ale są aktywnie angażowani w tworzenie programów marketingowych, dzięki czemu budują swoje relację z marką.
Poza obszarem B2C, marketing angażujący wykorzystywać można również w obszarach B2E (w stosunku do pracowników) czy B2B (partnerów firmy), realizując cele, na których firmie najbardziej zależy – poprawiając ich motywację, lojalność czy wspierając wzrost sprzedaży.

## Popularne narzędzia marketingu angażującego
- Incentive marketing: długofalowe i zintegrowane działania, które motywują grupy docelowe do bardziej efektywnego zaangażowania się w działalność firmy. Skierowane są do konsumentów, partnerów biznesowych oraz pracowników. Incentive marketing wykorzystuje programy motywacyjne i lojalnościowe.
- Event marketing: wykorzystanie różnego rodzaju wydarzeń (m.in. konferencji, kongresów, festiwali, przyjęć, koncertów, prezentacji nowych produktów, konferencji prasowych, eventów promocyjnych, pikników) w celu dotarcia do obecnych i potencjalnych klientów. Wydarzenia organizowane mogą być również dla pracowników czy partnerów handlowych.
- Content marketing: marketing treści to strategia polegająca na pozyskiwaniu potencjalnych klientów poprzez publikowanie atrakcyjnych i przydatnych treści, które zainteresują ściśle sprecyzowaną grupę odbiorców. Marketing treści, w odróżnieniu od tradycyjnych form marketingu, opierających się na jednostronnym przekazie reklamowym, bazuje na budowaniu długotrwałych relacji z odbiorcą poprzez interakcję i zaangażowanie obydwu stron.
- Narzędzia online: jak blogi, social media, webinaria, kampanie e-mailingowe etc.